# Anioł Pański (film)
Anioł Pański (cz. Anděl Páně) – czeska komedia familijna z 2005 roku w reżyserii Jiříego Stracha. Adaptacja baśni autorstwa Boženy Němcovej.

## Fabuła
Zbliża się wigilia Bożego Narodzenia. Całe niebo przygotowuje się do świąt. Jeden z aniołów, Petronel, jest taki niezdarny, że psuje wszystko, czego się dotknie. Na dodatek nigdy nie przyznaje się do błędu. Wywołuje to irytację ze strony innych aniołów i świętych. Jedynie Bóg zachowuje cierpliwość przy jego poczynaniach, ale w końcu i to tylko do czasu. Anioł zostaje za karę zesłany na Ziemię, aby naprawić życie jednego grzesznika.

## Obsada
- Ivan Trojan jako anioł Petronel
- Jiří Dvořák jako diabeł Uriáš
- Zuzana Kajnarová jako pokojówka Dorotka
- David Švehlík jako hrabia Maxmilián
- Oldřich Navrátil jako zarządca majątku Metoděj
- Zuzana Stivínová Jr. jako właścicielka klucza Francka
- Jiří Bartoška jako Bóg
- Klára Issová jako Dziewica Maryja
- Jiří Pecha jako Święty Mikołaj
- Veronika Žilková jako Święta Weronika
- Anna Geislerová jako Święta Anna
- Gabriela Osvaldová jako Archanioł Gabriel
- Josef Somr jako wójt
- Jana Štěpánková jako szefowa kuchni Róza
- Jana Hlaváčová jako dusza wdowy Vomáčkovej
- Jiřina Jirásková jako dusza przeoryszy Magdaleny
- Stanislav Zindulka jako dusza Lorenca
- Oldřich Vlach jako sługa Josef
- Boni Pueri jako anioły

## Produkcja
Zdjęcia kręcono w następujących lokacjach: zamek Kašperk w Kašperskich Horach, kościół we wsi Annín, Kvilda i Špičák w paśmie górskim Szumawa (kraj pilzneński); Křivoklát i Český Šternberk (kraj środkowoczeski).